# Триумф Тита
«Триумф Тита» — картина британского художника Лоуренса Альма-Тадемы, написанная в 1885 году на сюжет из истории Древнего Рима. На полотне изображён триумф Тита Флавия Веспасиана-младшего, состоявшийся в 73 году по случаю подавления иудейского восстания. Альма-Тадема нарисовал спускающихся по лестнице Тита, его отца Веспасиана (императора Рима) и младшего брата Домициана, будущего императора.
«Триумф Тита» стал одним из многофигурных исторических полотен на общеизвестные темы, характерных для творчества Альма-Тадемы в 1880-х годах. Художник охотно создавал такие картины, так как их можно было с выгодой продать. В этом случае сюжет вызывал явные ассоциации со славным настоящим Британской империи, что увеличивало шансы на успех. Расчёт оправдался: «Триумф Тита» был продан за 20 тысяч долларов и стал таким образом одной из самых дорогих картин XIX века.
Картина хранится в Художественном музее Уолтерса в Балтиморе.